# Hylaeus nigritus
Hylaeus nigritus là một loài Hymenoptera trong họ Colletidae. Loài này được Fabricius mô tả khoa học năm 1798.

## Hình ảnh

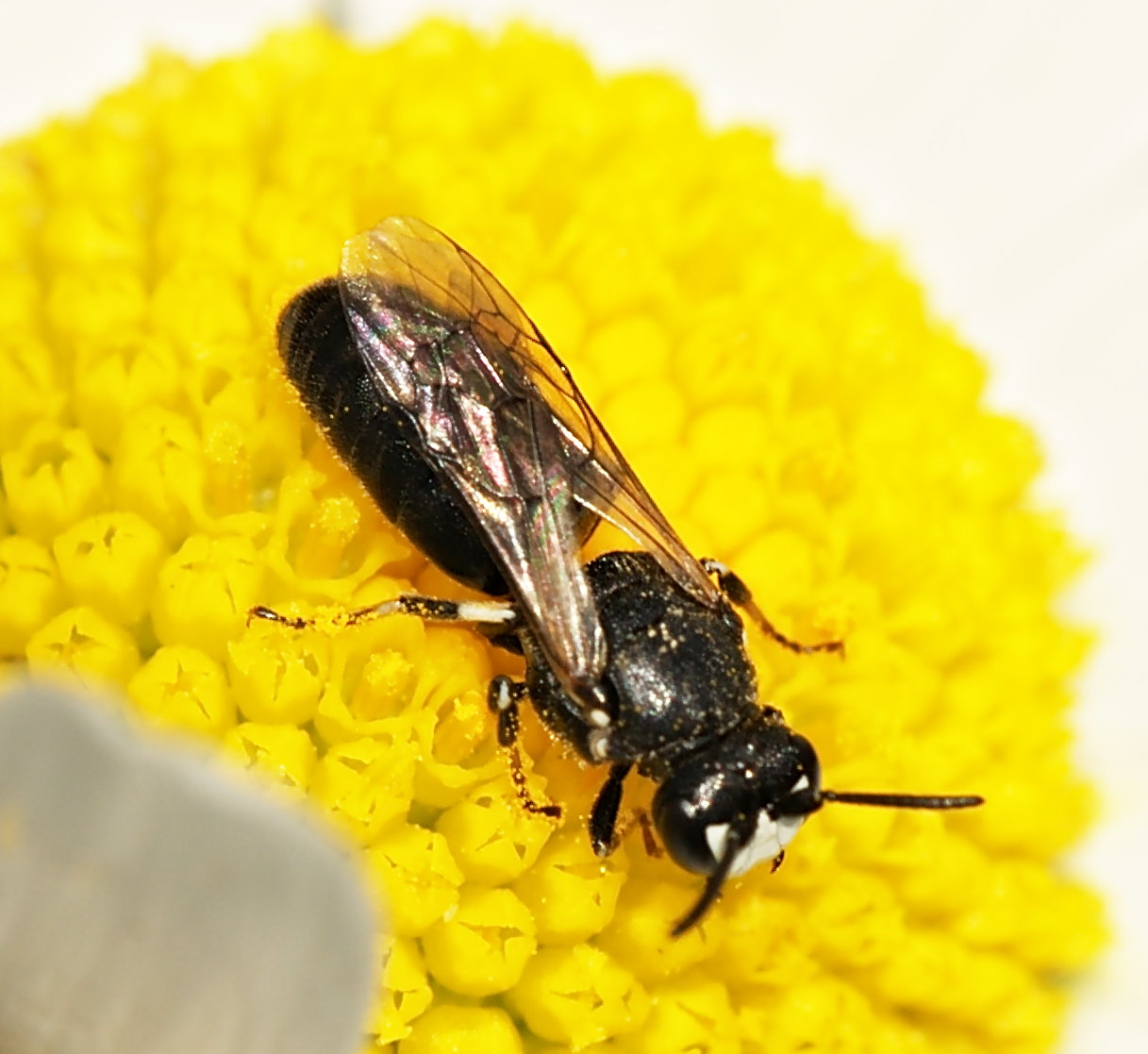
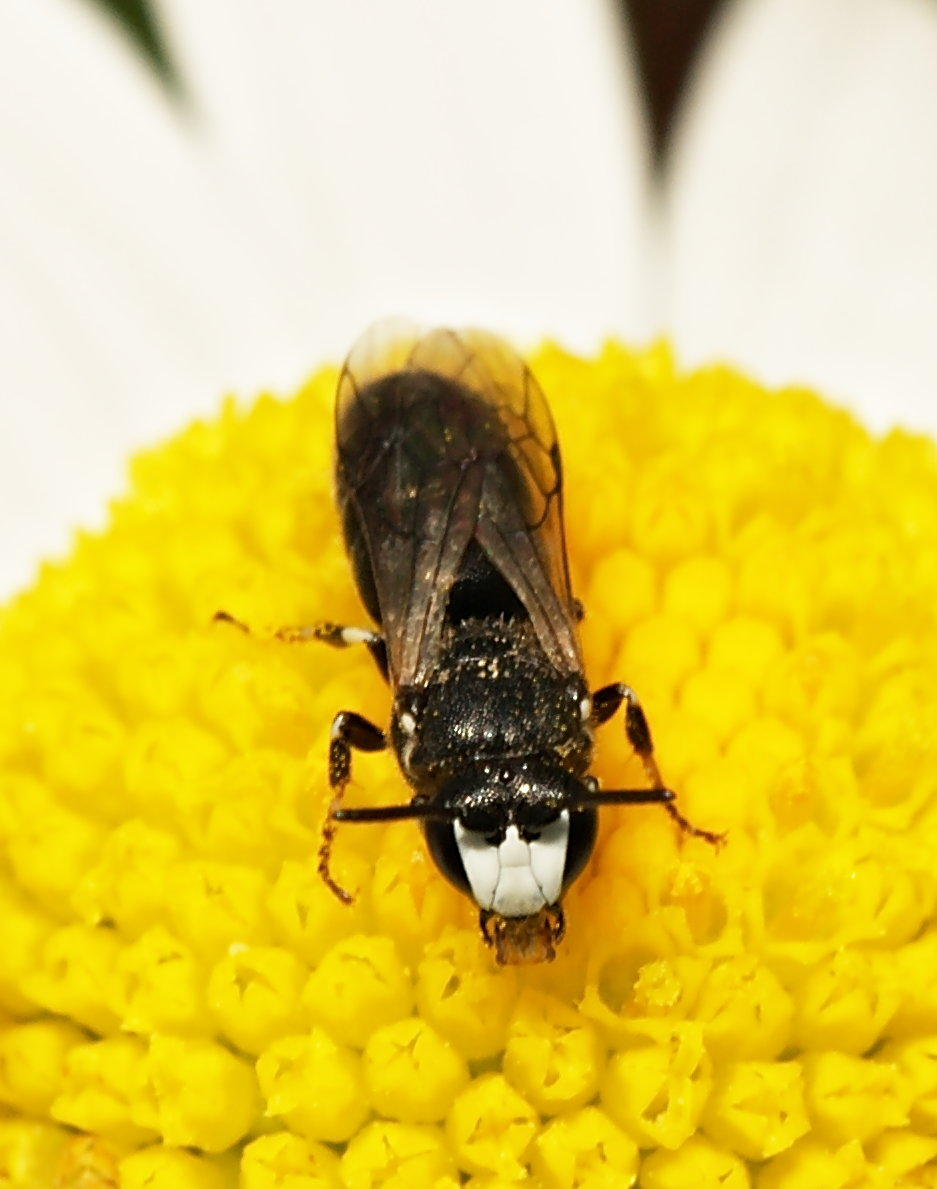
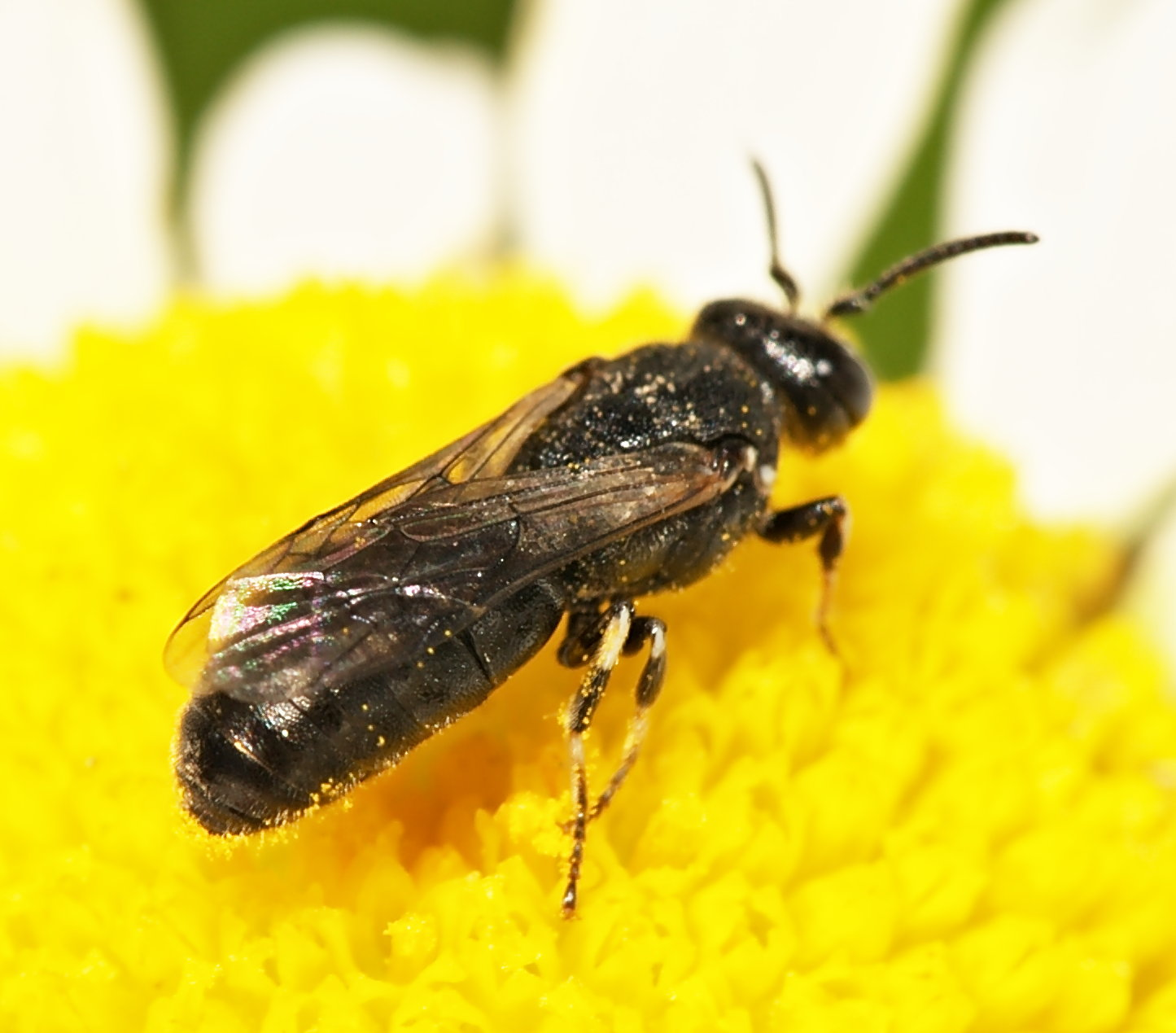